# La Isleta, Gran Canaria

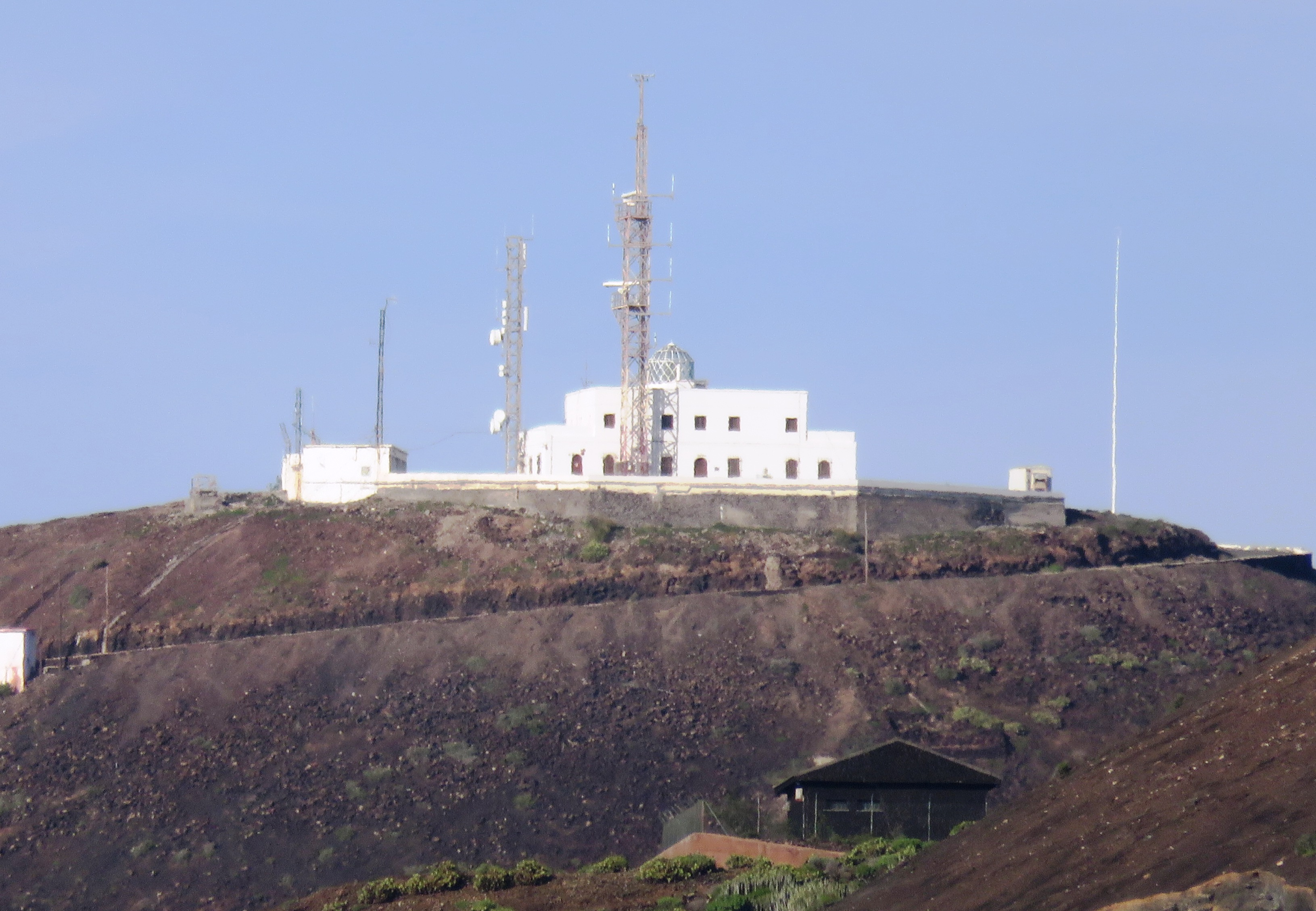
Fyren Faro de La Isleta.

La Isleta är en halvö i provinsen Provincia de Las Palmas på Kanarieöarna. Den utgör Gran Canarias nordspets och öns huvudstad, Las Palmas, sträcker sig ut på södra sidan av La Isleta. Fyren Faro de La Isleta är belägen på halvöns norra del.